# Mercedes-Benz W 103
Le véhicule tout-terrain Mercedes-Benz G 1 à trois essieux a été créé à la demande de la Reichswehr en 1926. Il portait la désignation de type interne W 103.
La lourde voiture avait deux sièges à l'avant et six autres personnes pouvaient accéder à l'arrière du véhicule par une porte centrale a l'arrière du véhicule.
Il avait un moteur six cylindres en ligne à soupapes latérales d'une cylindrée de 3 079 cm³. L'unité d'entraînement délivrait 50 ch (37 kW). Le couple était de 15,4 mkg à 1320 tr/min. Une boîte de vitesses à cinq rapports non synchronisée transmettait la puissance aux quatre roues arrière. Les rapports de réduction étaient de 4,5 ; 2,8; 1,9; 1,5 et 1,0 en cinquième vitesse. Le rapport de pont était de 6,3. Celles-ci étaient suspendues à deux essieux rigides distants de 950 à 985 mm, suspendus à des ressorts à lames semi-elliptiques. L'essieu avant était également rigide et avait des ressorts semi-elliptiques. Les six roues avaient des freins à câble. La vitesse maximale était de 60 km/h.
En collaboration avec Daimler-Benz AG, Horch et Selve ont également été chargés de construire des modèles de véhicules tout-terrains. Tous ces véhicules se ressemblaient. La Reichswehr a finalement opté pour les véhicules de la société Horch (conçus par Paul Daimler, soit dit en passant). En 1926, seuls cinq véhicules tout-terrain ont été construits par Daimler-Benz et un de plus dans chacune des deux années suivantes. La production en série n'a jamais eu lieu.
Ce n'est qu'en 1934 que Daimler-Benz relance l'idée d'un véhicule tout-terrain lourd à trois essieux avec le Type G4.

## Chiffres de production W 103
| Année       | 1926 | 1927 | 1928 | total |
| ----------- | ---- | ---- | ---- | ----- |
| W 103 - G 1 | 5    | 1    | 1    | 7     |